# Zo vrolijk
Zo vrolijk is een single van Herman van Veen. Het is afkomstig van zijn album Anne. Op de Duitse versie van dit album staat het nummer als Warum bin ich so fröhlich.
Zo vrolijk is door Van Veen zelf geschreven, al lijkt het nummer qua tekst en metrum te zijn geïnspireerd op Ich bin ja heut’ so glücklich, een lied uit de film Die Privatsekretärin, gezongen door de Duitse actrice en zangeres Renate Müller in 1931. Opmerkelijk hierbij is dat Van Veen Zo Vrolijk zelf in het Duits uitbracht als Warum bin ich so fröhlich.
De B-kant Een vriend zien huilen is een Nederlandse versie van Voir un ami pleurer, origineel van Jacques Brel met een nieuwe tekst van Willem Wilmink. Het lied verscheen even later als A-kant ook op single.
De Nederlandse Top 40, de Nederlandse Single Top 100 en Belgische BRT Top 30 en Vlaamse Ultratop 30 werden niet bereikt.
Feest DJ Maarten had in 2003 een klein hitje met zijn versie van Zo Vrolijk.
In 2005 verscheen een versie van de Utrechtse poppunk-band Carrera op de cd 'We hebben maar een paar minuten tijd', een door 3VOOR12/Utrecht georganiseerd eerbetoon van zestien Utrechtse acts aan Herman van Veen. Van deze versie verscheen begin 2006 ook een promo-single.